# 사가라 요리유키
사가라 요리유키(일본어: 相良 頼之 さがら よりゆき[*])는 히고국 히토요시번의 13대 번주이다.

## 생애
간세이 10년 (1798년) 10월 15일, 12대 번주 사가라 요리노리의 장남으로 태어났다. 어머니가 요리노리의 시녀였기 때문에, 분카 5년 (1808년) 6월 5일에 요리노리의 정실의 양자가 되었고, 분카 6년 (1809년) 2월 5일에 후계자로 지명되었다. 분카 11년 (1814년)에 종5위하 오우미노카미에 서임되었다. 분세이 원년 (1818년) 10월 6일, 아버지의 은거로 가독을 이었다.
분세이 7년 (1824년) 5월 13일, 이름을 요리시게에서 요리유키로 고치고, 이키노카미로 전임되었다. 아버지 때부터 개혁을 하던, 타시로 마사노리의 개혁이 계속되었다. 덴포 10년 (1839년) 7월 17일, 장남 나가토미에게 가독을 물려주고 은거했다가, 가에이 3년 (1850년) 5월 10일, 53세의 나이로 사망하였다.

## 계보
- 아버지 : 사가라 요리노리 (1774년 - 1856년)
- 어머니 : 미상
- 정실 : 오가 (於賀) - 카메이 노리카타의 딸
- 측실 : 오후쿠 - 우라사키, 시녀
  - 장남 : 사가라 나가토미 (1824년 - 1855년)
- 측실 : 케이쥬인 - 시녀
  - 차남 : 이케다 아키마사 (1836년 - 1903년) - 이케다 마사요시, 이케다 모치마사의 양자
  - 4남 : 사가라 요리모토 (1841년 - 1885년) - 사가라 나가토미의 양자
- 생모불명의 자녀
  - 아들 : 준노스케
  - 딸 : 오하에
  - 딸 : 오야스 - 米良 則忠의 아내, 후에 宮原健之助의 아내
  - 딸 : 오히데 - 사가라 나가츠토의 아내
  - 아들 : 사다시로

| 전임 사가라 요리노리 | 제33대 히고 사가라씨 당주 1818년 - 1839년 | 후임 사가라 나가토미 |

| 전임 사가라 요리노리 | 제13대 히토요시번 번주 1818년 - 1839년 | 후임 사가라 나가토미 |